# Калокагатия
Калокагати́я (на старогръцки: καλοκαγαθία, от καλὸς καὶ αγαθός, калос ке агатос).
Първите свидетелства за този идеал са на известния древногръцки философ Платон. Буквално значи – красив и добродетелен, хармонично съчетание на телесна и нравствена красота, особено в боя (Йернер Вегер).